# لارس ميربيرغ
لارس ميربيرغ (بالسويدية: Lars Myrberg)‏ (مواليد 23 نوفمبر 1964) هو ملاكم سويدي، مثّل بلاده في الألعاب الأولمبية الصيفية 1988 وحقق الميدالية البرونزية في فئة وزن الويلتر الخفيف.

## روابط خارجية
لارس ميربيرغ على موقع بوكس ريك (الإنجليزية) (registration required)
- لارس ميربيرغ على موقع أوليمبيديا (الإنجليزية)
- لارس ميربيرغ على موقع اللجنة الأولمبية السويدية (السويدية)